# Bassfield
Bassfield – miasto w Stanach Zjednoczonych, w stanie Missisipi, w hrabstwie Jefferson Davis.